# Зубов, Борис Николаевич
Бори́с Никола́евич Зу́бов (1 мая 1912 года, Белосток, Гродненская губерния, Российская империя — 15 августа 2007 года, Москва, Россия) — организатор советского судостроения, начальник управления Министерства судостроительной промышленности СССР, писатель, контр-адмирал.

## Биография
Родился в семье морского офицера. Отец и мать развелись, когда Борису было около 4 лет. Воспитывали его мать и отчим, Николай Гаврилович Зубов. С отцом связь не поддерживал.
17 июня 1932 года поступил в Высшее военно-морское инженерное училище имени Ф. Э. Дзержинского. Корабельную практику проходил на кораблях Амурской флотилии, крейсерах «Красный Кавказ», «Свердлов».
В 1937 году окончил училище, был направлен для прохождения службы в Научно-исследовательский институт военного кораблестроения (НИВК) ВМС РККА начальником лаборатории архитектуры и прочности корабля.
В 1938 году в соответствии с постановлением Правительства об усилении промышленности 1000 окончивших военно-технические академии инженеров Б. Н. Зубов был прикомандирован к оборонной промышленности с оставлением в кадрах ВМФ. Работал сначала инженером, затем заместителем руководителя и руководителем вновь созданного кораблестроительного отдела. В 1939 году был награждён орденом «Знак Почёта».
В августе 1939 года был назначен главным инженером и заместителем начальника специально созданного в Народном комиссариате судостроительной промышленности СССР Главного управления проектирования и отработки боевых кораблей, и в этой должности прослужил 15 лет.
В довоенные и военные годы руководил разработкой проектов и отработкой новых надводных боевых кораблей и катеров. Впервые в отечественной практике возглавил и организовал проектирование крупносерийного строительства по поточной и конвейерной технологии унифицированных боевых катеров на ряде заводов страны.
В годы Великой Отечественной войны заместитель начальника 5-го Главного управления Наркомсудпрома инженер-капитан 2 ранга Б. Н. Зубов был награждён: 22 февраля 1944 года орденом Красной Звезды, 3 ноября 1944 года медалью «За боевые заслуги», 8 июля 1945 года орденом Отечественной войны 1 степени.
В послевоенные годы руководил Управлением надводного кораблестроения Госкомитета СССР по судостроению, а затем 2-м Главным управлением Министерства судостроительной промышленности СССР, где более двадцати лет возглавлял проектирование и строительство надводных боевых кораблей, атомных ледоколов и крупных морских транспортных судов. Под его руководством осуществлялась капитальная реконструкция подчинённых судостроительных заводов и развитие конструкторских бюро.
С 1954 по 1957 год возглавлял в Китайской Народной Республике комиссию Министерства судостроительной промышленности СССР по технической помощи китайскому судостроению.
Умер Б. Н. Зубов 15 августа 2007 года в Москве, похоронен на Ваганьковском кладбище.

## Награды
- Орден Красного Знамени
- Орден Трудового Красного Знамени (трижды)
- Орден Красной Звезды (дважды) 1944
- Орден Отечественной войны обеих степеней
- Орден Октябрьской Революции
- Орден «Знак Почёта» (1939)
- 18 медалей СССР, в том числе медаль За боевые заслуги и медали КНР[2]

## Семья
- Мать — Зубова (Лебедева), Елизавета Ивановна (1887 г. р., Киев)
- Отчим — Зубов, Николай Гаврилович
- Жена — Ия Евгеньевна Зубова (Савостьянова) (1917—2005)[3], окончила Менделеевский институт, доцент кафедры общехимической технологии, кандидат технических наук.
- Сын — Зубов Сергей Борисович (род. 25 июня 1944, Москва) — окончил МХТИ им. Д. И. Менделеева, кандидат технических наук.
- Сын — Зубов, Андрей Борисович (род. 16 января 1952, Москва) — советский и российский историк, религиовед и политолог, доктор исторических наук, профессор МГИМО, позднее профессор университета в Брно.